# M+D Editores
M+D Editores S.L. fue una editorial española hoy en día desaparecida. Fundada en Madrid en 1992 en el número 4 de la plaza de las Cortes por Darío Pérez, Óscar Díaz, Javier Aguado y Gonzalo García estaba especializada en la publicación de juegos de rol.

## Historia
A principios de los años 90, Pérez, Díaz, Aguado y García eran habituales jugadores de rol. Entre 1991 y 1992 decidieron ponerse a trabajar en la creación de su propio juego de rol, para el que eligieron la temática del western, pues no había entonces en España ningún juego de rol ambientado en ese género. En 1992 el juego estaba terminado pero para publicarlo solo tenían dos opciones: o lo presentaban a una editorial ya existente en el mercado (y perdían una parte del control sobre la publicación) o creaban su propia editorial (y en ese caso conservaban para ellos todo el control de la edición). Eligieron fundar entonces su propia editorial, que crearon en ese mismo año, 1992, y que bautizaron como «M+D Editores». Far West fue publicado en enero de 1993 y no solo constituyó la primera publicación de M+D Editores sino que también fue el primer juego de rol ambientado en el «viejo oeste» en ser publicado en España. El manual de reglas básico estaba encuadernado en cartoné con una ilustración de cubierta (en color) pintada por Fabo, que también firmó las ilustraciones que iniciaban cada capítulo, estas últimas en blanco y negro. Los autores mismos del juego participaron en la elaboración del resto de ilustraciones interiores. Esta primera tirada de ejemplares de 1993 se agotó en marzo de 1994 y M+D procedió a preparar la publicación de una segunda impresión, también en cartoné pero esta vez con la corrección de algunas erratas y ya no con la portada ilustrada por Fabo sino con una nueva ilustración de cubierta del artista Luis Royo. En ambas ediciones, la de 1993 y la de 1994, las cubiertas fueron pintadas por artistas profesionales bajo contrato con M+D.
Los siguientes manuales básicos de juegos de rol de M+D fueron todos publicados entre 1993 y 1994. En diciembre de 1993 publicó la primera traducción en español (por Óscar Díaz) de Cyberpunk 2020 y en 1994 publicó otras dos traducciones también inéditas en lengua española: Kult (con la traducción de Eugenio Serrano) y Mutant Chronicles. Después de 1994 M+D Editores ya no tradujo ni publicó más manuales básicos, aunque sí publicó numerosos suplementos para los manuales ya publicados, así como una traducción de la segunda edición de Mutant Chronicles (en 1997).
En 1994 M+D se unió a un consorcio de editoriales bajo la dirección de la empresa distribuidora Distrimagen. A este proyecto común editorial se unieron las editoriales siguientes: La Factoría de Ideas (la editorial titular de Distrimagen), Grupo Editorial Larshiot, M+D Editores y Ludotecnia. El proyecto consistía en que cada editorial del consorcio aportara sus propios juegos de rol a la red de distribución en librerías de Distrimagen:
- La Factoría de Ideas: Vampiro: la mascarada.[7]
- Grupo Editorial Larshiot: Analaya, tormenta de arena.[8]
- M+D Editores: Far West, Cyberpunk 2020, Kult, Mutant Chronicles.
- Ludotecnia: Mutantes en la sombra,[9] Ragnarok,[10] ¡Piratas!.[11]

Para la promoción de estos juegos de rol M+D Editores debía lanzar, en septiembre de 1994 y conjuntamente con La Factoría de Ideas, el número 1 de una nueva revista sobre juegos de rol: Alter Ego. Según la promoción de la época Alter Ego se ocuparía de publicar información sobre los juegos de rol compartidos por el consorcio. También debía publicar material de revistas estadounidenses como White Wolf Magazine, Interface o Sinkadus. Alter Ego se presentaba además como el órgano de expresión oficial de La Camarilla en España, que era y sigue siendo la asociación internacional de jugadores del juego de rol Vampiro: La Mascarada. A partir del año siguiente, en 1995, Distrimagen se apoderó del fondo editorial de las editoriales del consorcio y M+D Editores y el Grupo Editorial Larshiot fueron absorbidas en ella. Ludotecnia decidió salir del consorcio mientras que el proyecto de la revista Alter Ego fue abandonado por homonimia con el nombre de unos laboratorios farmacéuticos. Exceptuando a La Factoría de Ideas (que en realidad ya hacía parte de Distrimagen) Ludotecnia fue la única editorial que sobrevivió a esa desastrosa maniobra comercial.
En la base de datos de la Agencia Española del ISBN los dos libros más recientemente referenciados a nombre de M+D Editores fueron publicados en marzo de 1996: un suplemento para Kult (Legiones de la oscuridad) y otro para Cyberpunk 2020 (HardWired). En 1997 M+D publicó la segunda edición de Mutant Chronicles, pero fue uno de los últimos productos de rol que publicó, antes de que Distrimagen redujera sus libros a la simple compra mediante catálogo en línea.

## Juegos de rol publicados
- Far West (enero de 1993)
- Cyberpunk 2020 (diciembre de 1993)
- Mutant Chronicles (1994)
- Kult (diciembre de 1994)
- Mutant Chronicles, segunda edición (1997)